# Melangyna evittata
Melangyna evittata är en tvåvingeart som beskrevs av Huo och Ren 2007. Melangyna evittata ingår i släktet flickblomflugor, och familjen blomflugor. Inga underarter finns listade i Catalogue of Life.